# Quercus laeta
Quercus laeta — вид рослин з родини букових (Fagaceae), поширений у більшій частині Мексики. Q. laeta має різноманітний поліморфізм листків навіть на одному дереві, що робить ідентифікацію складною.

## Опис
Дерево 5–20 метрів заввишки і більше (досягає 50 метрів); іноді чагарник заввишки до 60 см; крона широка; гілки скручені, розлогі. Кора темно-сірувата. Гілочки коричнево-жовті, майже голі, рифлені, з невеликою кількістю блідо-жовтих сочевичок. Листки опадні, товсті, шкірясті, жорсткі, зворотно-ланцетні, довгасті або зворотно-яйцюваті, 5–12 × 2–4.5 см; верхівка округла або гостра; основа серцеподібна або майже серцеподібна, іноді асиметрична; край товстий, не або ледь загнутий, цілий або округло-зубчастий або зубчастий; верх блискучий оливково-зелений, шорсткий, майже голий або волосатий; низ блідо-сірувато-зелений, майже голий; ніжка дещо запушена, 6–10 мм. Квітне у травні. Чоловічі сережки 4–6 см завдовжки, з численними квітами; жіночі — довжиною 1–3 см, з 1–3 запушеними квітками. Жолуді поодинокі або до 6, сидячі або на короткій ніжці, яйцюваті, 8–18 мм завдовжки й 6–14 мм ушир; чашечка закриває 1/3 або 1/2 горіха, у діаметрі 10–15 мм; дозрівають першого року, у вересні — листопаді.

## Середовище проживання
Поширений у більшій частині Мексики. Росте на висотах від 1900 до 2700 метрів, у дубовому лісі, сосновому лісі й у тропічних хмарних лісах.

## Використання
Цей вид використовується як вугілля, дрова й будівельні матеріали.